# إستر سيمبسون
إستر سيمبسون (31 يوليو 1903-19 نوفمبر 1996)، كانت مساعدة أمين مجلس المساعدة الأكاديمية والمنظمات التي خلفته ولاحقًا الأمينة بين عامي 1933 و1978. عملت بلا كلل طوال حياتها لإيجاد فرص عمل وتواصل للأكاديميين اللاجئين. جمع عملها الذي صب في مصلحة أعظم العقول العلمية في العالم الهاربة من الاضطهاد بين المودة والصرامة. شملت قائمة اللاجئين الذين ساعدتهم خلال الحرب العالمية الثانية 16 من الحاصلين على جائزة نوبل، و74 ممن أصبحوا زملاءً في الجمعية الملكية، و34 ممن أصبحوا زملاءً في الأكاديمية البريطانية. ووصفت عملها بأنه «المكافئ أكاديميًا لبرنامج إنقاذ الأطفال اللاجئين».
حصلت على وسام الإمبراطورية البريطانية في عام 1956، وحصلت على درجات فخرية من جامعة لندن وجامعة ليدز في عامي 1981 و1989 على التوالي.
اشتهرت إستر سيمبسون، والمعروفة باسم تيس بين أصدقائها، بكونها فاعلة مخلصة في جماعات الضغط وكمنظِّمة لمجلس المساعدة الأكاديمية. ساعدت من خلال عملها عن كثب مع المهاجرين الأكاديميين مثل ليو زيلارد، المئات من الأكاديميين اللاجئين أثناء الحرب العالمية الثانية وبعدها، ومكنتهم من الحصول على وظائف في جميع أنحاء العالم. عملت مع العديد من المنظمات لتعزيز قبول اللاجئين في ظل التوترات التي نشأت عن النظام النازي والصراعات العالمية الأخرى فيما بعد.

## الحياة الشخصية
كان اسمها سينوفيتش لكنها غيرته إلى سيمبسون في 21 أغسطس 1933، وذلك بعد شهر واحد من بدء مساعدة الأشخاص الذين دلت أسماؤهم على أنهم أجانب بالنسبة للبريطانيين.
بدت سيمبسون شديدة التعلق بعملها ولم تتزوج قط ولم تنجب أطفالًا. يتذكرها أصدقاؤها كشخصية ذات اهتمام عام بالإنسانية. عينت سمبسون نفسها عضوة في جمعية الأصدقاء الدينية، وقد أدركت أهمية مساعدة الباحثين اللاجئين، وكرست نفسها لعملها. عُرفت باسم الآنسة سيمبسون بين الغرباء، وإستر بين زملائها، وتيس بين أصدقائها المقربين. اعتقدت أن نشأتها في بريطانيا كطفلة لمهاجرين قد سمحت لها بأن تكون أكثر حزمًا، لذا نجحت في عملها. أدركت أن منظمات اللاجئين لم تكن قادرة على فعل كل شيء، لكنها أرادت مساعدتها بأي شكل من الأشكال.
لطالما كانت شغوفة بالموسيقا، وكانت عازفة كمان موهوبة، إذ بدأت دروس الكمان عندما كانت في التاسعة من عمرها. حصلت في طفولتها على شهادات وميداليات الكمان من كلية ليدز للموسيقى. طورت سيمبسون حرفتها وأصبحت هاوية للمعايير المهنية. سَعِد بعض المحترفين بالعزف معها، مثل عازف الكمان ماكس رستال. قالت ذات مرة: «لقد أثرت الموسيقى حياتي بإكسابي أصدقاء رائعين. كان لقاء الموسيقيين في كثير من الأحيان مثل رمي الحصاة في بركة، فتستمر تموجاتها إلى الأبد».

## الجوائز والإنجازات
منحتها الحكومة الفرنسية في عام 1949 وسام السعفات الأكاديمية وأصبحت موظفة في الأكاديمية، ثم حصلت على وسام الإمبراطورية البريطانية في عام 1956. كما حصلت على دكتوراه في القانون من جامعة لندن في عام 1981 وفي جامعتها الأم، جامعة ليدز في عام 1989. حصلت على عضوية فخرية في الكلية الملكية للأطباء في بريطانيا عام 1991، ووفقًا لما ذكره المسجل وقت التعيين فإنه «نادرًا ما يُمنح هذا الشرف إلى شخص يستحقه بجدارة».